# Gyretes pubicollis
Gyretes pubicollis is een keversoort uit de familie van schrijvertjes (Gyrinidae). De wetenschappelijke naam van de soort is voor het eerst geldig gepubliceerd in 1964 door Ochs.